# NGC 1934
NGC 1934 este o galaxie situată în constelația Peștele de Aur. A fost descoperită în 23 noiembrie 1834 de către John Herschel.